# Tlalixtac de Cabrera
Tlalixtac de Cabrera è un comune del Messico, situato nello stato di Oaxaca.